# Саутгемптонський університет
Саутге́мптонський університет (англ. University of Southampton) — дослідницький університет у місті Саутгемптон, Велика Британія. Університетський статус заклад здобув 1952 року, проте його історія сягає 1862 року, коли був заснований Інститут Гартлі (англ. Hartley Institution), спадкоємцем якого є сучасний університет.

## Кампуси
Саутгемптонський університет налічує 5 кампусів у самому Саутгемптоні, кампус у місті Вінчестер у Південно-Східній Англії та кампус у Малайзії.

## Рейтинги
| Рейтинг | Світ    | ВБ | Рік  |
| ------- | ------- | -- | ---- |
| QS      | 96      | 17 | 2019 |
| THE     | =126    | 15 | 2018 |
| ARWU    | 101—150 | =9 | 2018 |

## Випускники
- Джастін Грінінг — британський політик, член парламенту Великої Британії, міністр в урядах Девіда Камерона і Терези Мей.
- Джон Нетлс — британський актор.
- Едріан Ньюї — інженер, конструктор болідів «Формули-1».